# Guus Zoutendijk
Guus Zoutendijk (12. září 1929 Haag, Nizozemsko – 29. ledna 2005 Oegstgeest, Nizozemsko) byl nizozemský matematik a politik. Pracoval jako profesor numerické matematiky na univerzitě v Leidenu, ale i pro firmu Shell či ve vedení společnosti Delta Lloyd. V matematice se zabýval především optimalizačními metodami, konkrétně lineárním a nelineárním programováním.